# Achta Djibrine Sy
 (octobre 2024).
Pour les articles homonymes, voir Sy.
Achta Djibrine Sy est une femme politique tchadienne née le 28 octobre 1962. Militante pour la cause des femmes, elle est Ministre de la Culture et de la Promotion de la Diversité depuis mai 2021 au sein du gouvernement instauré par le Conseil militaire de transition. Elle fut auparavant Ministre du Développement industriel, Commercial et de la Promotion du secteur privé (août 2019 - juillet 2020) dans le gouvernement d'Idriss Déby.

## Biographie
Achta Djibrine Sy naît le 28 octobre 1962. Elle étudie à l'Université de N'Djaména, dont elle sort diplômée en gestion et économie.
Elle s'engage dans le milieu associatif à partir de 1987, et rejoint l'organisation d'appui aux femmes « Said-Al-Awine », où elle aide des femmes à devenir autonomes et à améliorer la vie de leur communauté. Elle devient également représentante au Tchad de l'organisation Oxfam, avec qui elle travaille pour réparer les dégâts liés à la guerre civile,. 
Proche de la première dame Hinda Déby Itno, elle est nommée première vice-présidente de la structure dont cette dernière est la marraine : le Conseil national des femmes du Tchad (CONAF-TCHAD), créé en 2014, qui se bat contre la discrimination et pour la consolidation du leadership féminin. Elle reste à ce poste jusqu'en 2017,.  
Le 11 août 2019, elle fait son entrée au gouvernement en étant nommée par le président Idriss Déby ministre du Développement industriel, commercial et de la Promotion du secteur privé. Elle prend ses fonctions le 19 août. Lors du remaniement du 14 juillet 2020, elle n'est pas reconduite à son poste et est remplacée par Lamine Moustapha. Le 30 juillet, Idriss Déby la nomme par décret Conseillère à la Promotion Genre et à la Solidarité auprès de la Présidence de la République.
Le 2 mai 2021, à la suite du décès d'Idriss Déby, elle est nommée ministre de la Culture et de la Promotion de la Diversité au sein du gouvernement instauré par le Conseil militaire de transition.